# San Marinos Grand Prix 1983
San Marinos Grand Prix 1983 var det fjärde av 15 lopp ingående i formel 1-VM 1983.  

## Resultat
1. Patrick Tambay, Ferrari, 9 poäng
2. Alain Prost, Renault, 6
3. René Arnoux, Ferrari, 4
4. Keke Rosberg, Williams-Ford, 3
5. John Watson, McLaren-Ford, 2
6. Marc Surer, Arrows-Ford, 1
7. Jacques Laffite, Williams-Ford
8. Chico Serra, Arrows-Ford
9. Raul Boesel, Ligier-Ford
10. Mauro Baldi, Alfa Romeo (varv 57, motor)
11. Manfred Winkelhock, ATS-BMW
12. Nigel Mansell, Lotus-Ford (56, snurrade av)

### Förare som bröt loppet
- Riccardo Patrese, Brabham-BMW (varv 54, snurrade av)
- Andrea de Cesaris, Alfa Romeo (45, tändning)
- Elio de Angelis, Lotus-Renault (43, hantering)
- Nelson Piquet, Brabham-BMW (41, motor)
- Jean-Pierre Jarier, Ligier-Ford (39, kylare)
- Danny Sullivan, Tyrrell-Ford (37, kollision)
- Derek Warwick, Toleman-Hart (27, snurrade av)
- Corrado Fabi, Osella-Ford (20, snurrade av)
- Bruno Giacomelli, Toleman-Hart (20, upphängning)
- Niki Lauda, McLaren-Ford (11, snurrade av)
- Johnny Cecotto, Theodore-Ford (11, snurrade av)
- Michele Alboreto, Tyrrell-Ford (10, kollision)
- Roberto Guerrero, Theodore-Ford (3, snurrade av)
- Eddie Cheever, Renault (1, turbo)

### Förare som ej kvalificerade sig
- Eliseo Salazar, RAM-Ford
- Piercarlo Ghinzani, Osella-Alfa Romeo

## VM-ställning
| Förarmästerskapet 1. Nelson Piquet, Brabham-BMW, 15 Alain Prost, Renault, 15 2. Patrick Tambay, Ferrari, 14 | Konstruktörsmästerskapet 1. Ferrari, 22 2. McLaren-Ford, 21 3. Renault, 19 |